# Megistoleon fumosus
Megistoleon fumosus is een insect uit de familie van de mierenleeuwen (Myrmeleontidae), die tot de orde netvleugeligen (Neuroptera) behoort. 
Megistoleon fumosus is voor het eerst wetenschappelijk beschreven door Navás in 1931.